# Anii 1260
Secole: Secolul al XII-lea - Secolul al XIII-lea - Secolul al XIV-lea
Decenii: Anii 1210 Anii 1220 Anii 1230 Anii 1240 Anii 1250 - Anii 1260 - Anii 1270 Anii 1280 Anii 1290 Anii 1300 Anii 1310
Ani: 1260 1261 1262 1263 1264 1265 1266 1267 1268 1269